# 中司清
中司 清（なかつかさ きよし、1900年10月21日 - 1990年5月1日）は、日本の実業家。鐘淵化学工業（現:カネカ）元社長、会長。山形県山形市出身。

## 経歴・人物
1924年に慶應義塾大学経済学部を卒業し、鐘淵紡績に入社した。満州の新京出張所所長などを歴任し、1944年からは取締役、常務を務め、1947年から副社長を務めた。
1949年6月に鐘淵紡績から分離発足した鐘淵化学工業の初代社長に就任し、塩化ビニールをいち早く企業化し、アクリル系合繊「カネカロン」の開発などにより、同社を日本有数の総合化学企業に育て上げた。社長在任中の1968年にカネミ油症事件が起きた。1969年5月に会長を務め、1974年11月に取締役相談役を経て、1978年6月から相談役名誉会長を務めた。
化学業界の重鎮として、日本化学工業協会会長を務める一方で、関西経済連合会副会長、関西経済同友会代表幹事も務め、関西財界の重鎮として活躍した。1971年に佐伯勇を団長とする使節団の副団長を務め、中国に訪問するなど、日中友好の促進にも力を入れた。1961年に藍綬褒章を受章し、1970年に勲二等旭日重光章を受章した。
1990年5月1日急性肺炎のために東京都の自宅で死去。89歳没